# Virág Csurgó
Virág Csurgó (Siófok, 10 novembre 1972) è un'ex tennista ungherese.

## Biografia
A livello juniores ha vinto 6 titoli in singolo e ben 17 in doppio. Passata quindi al professionismo, ha ottenuto nel 1995 il suo miglior piazzamento nel ranking WTA (160ª posizione) come singolarista.
Ha rappresentato il suo Paese alle Olimpiadi di Atlanta (1996), dove ha eliminato al primo turno Aleksandra Olsza per poi uscire in quello successivo ad opera di Kimiko Date.
In Fed Cup ha rappresentato il suo Paese disputando 16 incontri, con un bilancio di 6 vittorie e 10 sconfitte.